# Johannes Conrad (Nationalökonom)

Professor Johannes Conrad

Johannes Ernst Conrad (* 28. Februar 1839 auf dem Gut Borkau im Kreis Mewe, Westpreußen; † 25. April 1915 in Halle (Saale)) war ein deutscher Nationalökonom.

## Leben

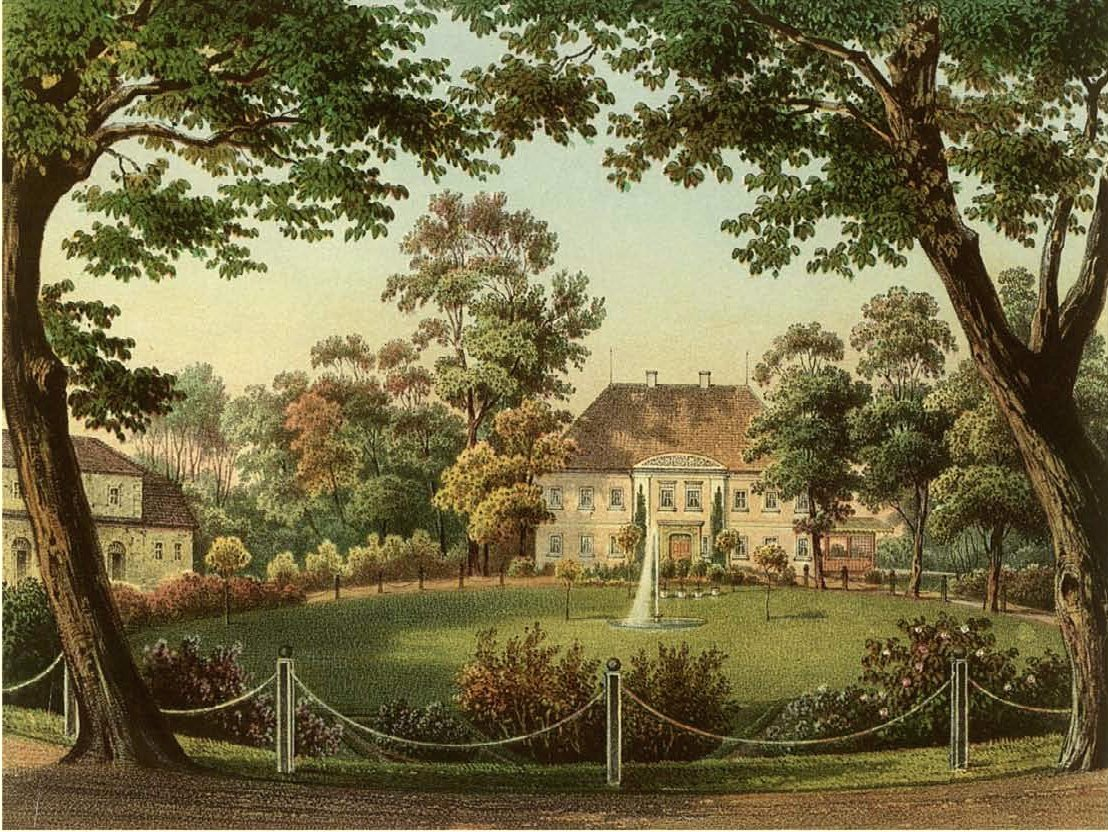
Gut Borkau (Sammlung Alexander Duncker)

Conrads Vater war Gutsbesitzer in Westpreußen. Seine Kindheit verlebte er auf dem väterlichen Gut Plochoczin. Conrad widmete sich anfangs der Landwirtschaft, studierte hierauf, durch körperliches Leiden zum Aufgeben der praktischen Tätigkeit gezwungen, Naturwissenschaften, schließlich in Berlin und Jena Staatswissenschaften. Während seines Studiums wurde er Conkneipant bei der Agronomia Jena, da er selbst nicht fechten konnte. Später gründete er in Halle eine Turnverbindung und erhielt mehrere Ehrenbänder anderer Studentenverbindungen. Nach Vollendung seiner Studien machte er größere Reisen in Italien, England, Frankreich, Polen, Ungarn, habilitierte sich 1868 als Privatdozent in Jena, wurde 1870 zum außerordentlichen Professor ernannt und in demselben Jahr als Ordinarius nach Halle berufen. 1896 wurde er als korrespondierendes Mitglied in die Russische Akademie der Wissenschaften in Sankt Petersburg aufgenommen. Seit 1909 war seine zweite Ehefrau, eine Tochter von Friedrich Ritschl, blind, was ihn schwer bedrückte; 1911 starb sie.
Von 1878 bis 1890 war er alleiniger Herausgeber der von seinem Schwiegervater Bruno Hildebrand 1862 in Jena begründeten Jahrbücher für Nationalökonomie und Statistik, die er seit 1872 mitredigiert hatte.
1891 bis 1897 gab er gemeinsam mit Ludwig Elster, Wilhelm Lexis und Edgar Loening, die schon Conrads Jahrbüchern verbunden waren, das Handwörterbuch der Staatswissenschaften im Verlag Gustav Fischer in Jena heraus (2. Auflage 1898–1901; 3. Auflage. 1909–1911).
Conrad gehörte unter dem Vorsitz von Ernst Haeckel und zusammen mit Eberhard Fraas dem Preiskomitee des von Friedrich Alfred Krupp zum 1. Januar 1900 ausgeschriebenen Preisausschreibens zu der Frage „Was lernen wir aus den Prinzipien der Descendenztheorie in Beziehung auf die innerpolitische Entwickelung und Gesetzgebung der Staaten?“ an. Dieses mit aufsehenerregenden 30.000 Mark dotierte Preisausschreiben machte den Sozialdarwinismus im Deutschen Reich gesellschaftsfähig und machte ihn für die Politik attraktiv.

## Schriften
- Liebigs Ansicht von der landwirtschaftlichen Bodenerschöpfung. Jena 1864.
- Das Universitätsstudium in Deutschland. Jena 1884.
- Die Statistik der Landwirtschaftlichen Produktion.
- Findelanstalten.
- Rodbertus' Rentenprinzip.
- Agrarstatistische Untersuchungen. und andere Abhandlungen in den  Jahrbüchern für Nationalökonomie und Statistik
- Ferner gab er seit 1877 die Sammlung von Arbeiten des staatswissenschaftlichen Seminars zu Halle heraus, welches unter seiner Leitung stand.
- Grundriss zum Studium der politischen Oekonomie, 1 Teil 2 Teil, 3 Teil, 4 Teil (Archive.org)